# Ochthodium aegyptiacum
Ochthodium es un género monotípico de plantas fanerógamas perteneciente a la familia Brassicaceae. Su única especie: Ochthodium aegyptiacum, es originaria de Egipto.

## Taxonomía
Ochthodium aegyptiacum fue descrita por (L.) DC.  y publicado en Syst. Nat. (Candolle) 2: 423. 1821
Sinonimia
- Bunias aegyptiaca L.[3]